# Reina Anula
La Reina Anula (reinado, 47 - 42 a. C.) fue la primera reina en la historia de Ceilán (actual Sri Lanka) en ejercer un poder y autoridad significativos, así como la primera monarca femenina en Asia meridional.
 
Inicialmente reina consorte de Coranaga, le sucedió y correinó sucesivamente con los siguientes cuatro reyes de la capital Anuradhapura. 
Fue una de las primeras princesas reales en convertirse al Budismo y ayudó a establecer la orden Bhikkuni de monjas budistas en Ceilán.

## Reinado
La situación en la isla era entonces muy inestable. Cuando el rey Khallata Naga fue muerto en una conspiración palaciega en 104 a. C., su hermano menor Valagambahu derrocó a los usurpadores, se casó con su viuda, también llamada Anula, y adoptó como hijo a su sobrino Mahakuli. Valagambahu apenas estuvo en el trono un año, cuando fue derrotado en batalla por los chola, reinando su sobrino Mahakuli dieciséis años hasta que Valagambahu pudo recuperar el trono, reemplazando a Mahakuli por Coranaga como su favorito.
Pero a su muerte en 76 a. C. Mahakuli recuperó el trono y Coranaga "vivió como un rebelde". Se desconoce si esta descripción indica una lucha por el trono, pero de ser así su acceso al trono en 62 a. C. indicaría el derrocamiento de Mahakuli. El Mahavamsa menciona que uno de los primeros actos de Coranaga como rey fue destruir dieciocho templos que le habían negado hospitalidad durante sus tiempos como forajido. Coranaga aún reinó doce años antes de ser envenenado por su esposa "la infame Anula".
Se desconocen los motivos para tal acción. El sucesor de Coranaga, Kuda Tissa, era hijo de Mahakuli. Kuda significa "poco" lo que podría indicar que por entonces fuera solo un niño y, efectivamente, bajo el control de Anula. Kuda Tissa no vivió mucho "porque [Anula] estaba enamorada de un guardia de palacio... y ahora mató también a Kuda Tissa por veneno y entregó el gobierno a las manos de ese otro." A partir de ese punto, ella eclipsó a sus sucesivos maridos, eliminándolos al volverse rebeldes, ejerciendo ella el poder efectivo.
Después de reinar cuatro meses sola, Anula fue depuesta por otro hijo de Mahakuli, Kutahanna Tissa. El Mahavamsa afirma que Kutahanna quemó viva a Anula en una pira funeraria. Otras fuentes indican que fue quemada viva junto con el palacio donde había cometido sus crímenes.

## Orden de las Bhikkuni
Durante los reinados de Coranaga y Kuda Tissa, misioneros de la India trajeron el Budismo al reino isleño. La reina Anula y quinientas de sus sirvientas y damas de compañía asistieron a sermones del bhikku (monje) Mahinda, hijo del emperador maurya Ashoka, que le había enviado a la isla (Ceilán) a recomendación de Moggaliputta-Tissa para extender el budismo. La reina le pidió que la ordenara a ella y a las mujeres de palacio como monjas de la orden, pero él se negó porque los monjes tenían prohibido ordenar mujeres. Entonces Ashoka envió una delegación misionera liderada por su hija Sanghamitta para ordenar a la reina cingalesa y sus acompañantes fundando la orden femenina de monjas budistas (Bhikkuni). Bajo el gobierno de la reina Anula el budismo fue establecido como la religión del estado y enseñado a través de toda la isla. Anuradhapura se convertirá luego en el centro histórico del arte, cultura, y religión budistas de todo el subcontinente indio.